# 제레미 보가
제레미 보가(프랑스어: Jérémie Boga, 1997년 1월 3일 ~ )는 리그 1 클럽 니스에서 공격형 미드필더 또는 윙어로 활약하고 있는 코트디부아르의 축구 선수이다. 프랑스에서 태어난 그는 코트디부아르 국가대표팀에서 뛰고 있다.
첼시의 유소년 시스템을 거쳐 2015-16년 시즌에는 렌으로 임대되었고 2016-17년 시즌에는 그라나다로 임대되어 2017년 8월, 첼시에서 1군 데뷔 전을 치렀다. 그 후 EFL 챔피언십 클럽 버밍엄 시티로 임대되어 남은 시즌을 보냈다. 2018년에는 이탈리아 클럽 사수올로로 영구 계약으로 이적했다.
보가는 19세 이하까지 고국 프랑스를 대표했지만, 부모님의 나라인 코트디부아르에서 국가대표팀에서 뛰기로 결정했다.

## 구단 경력

### 첼시
2008년, 보가는 어렸을 때 가족과 함께 아버지가 일하던 런던으로 이주하면서 ASPTT 마르세유에서 첼시로 합류했다. 그는 뉴몰든에 있는 리처드 챌로너 학교에서 교육을 받았다. 첼시 아카데미에서 인상적인 활약을 펼친 후 첫 프로 계약을 체결했고, 2017년까지 런던에 본사를 둔 클럽에서 근무했다.
그는 프리미어리그 클럽 선덜랜드와의 2014-15년 시즌 마지막 경기인 최종전에 벤치에 이름을 올렸지만, 경기에 나서지 못했다.

### 사수올로
2018년 7월 21일, 그는 약 350만 파운드에 달하는 것으로 알려진 이적료로 사수올로로 영구 이적했다.

### 아탈란타
2022년 1월 24일, 보가는 처음에 임대로 아탈란타로 이적했고, 아탈란타는 계약을 영구화할 의무를 지었다. 그의 계약은 2021-22년 시즌이 끝날 때 영구적으로 체결되었다. 보가는 클럽에서 한 시즌 반 동안 모든 대회에서 4골 6도움을 기록했다.

### 니스
2023년 7월 25일, 리그 1의 니스는 보가와 1,800만 유로의 장기 계약을 체결한다고 발표했다.

## 국가대표팀 경력
보가는 16세 이하 및 19세 이하 수준의 프랑스 국가대표팀에 합류했다. 2017년 4월, 보가는 코트디부아르 국가대표팀으로 출전하기로 약속했다고 발표되었다. 2017년 6월 4일과 10일에 열린 네덜란드와의 친선 경기와 기니와의 2019년 아프리카 네이션스컵 예선 전을 위해 코트디부아르 국가대표팀에 처음으로 소집되었다. 그는 후자에서 데뷔 전을 치렀고, 홈에서 3-2로 패한 77분에 장 미카엘 세리와 교체 투입되었다.
보가는 카메룬에서 열린 2021년 아프리카 네이션스컵에서 첫 국제 대회에 참가했으며, 이집트를 상대로 16강에서 탈락했다.
2023년 12월 28일, 그는 장루이 가세트가 2023년 아프리카 네이션스컵에 출전할 코트디부아르 선수 27명의 명단에서 선발되었다.